# Florida-Waldkaninchen
Das Florida-Waldkaninchen (Sylvilagus floridanus), auch Östliches Baumwollschwanzkaninchen genannt, ist die in Nordamerika am weitesten verbreitete Art der Baumwollschwanzkaninchen. Das Verbreitungsgebiet reicht von Kanada (Süden Québecs und Manitobas) über die gesamten östlichen und zentralen Vereinigten Staaten und über Mexiko und Mittelamerika bis nach Kolumbien und Venezuela.

## Merkmale
Wie alle Baumwollschwanzkaninchen haben auch Florida-Waldkaninchen ihren Namen wegen des weichen, weißen Fells an der Unterseite ihres Schwanzes. Wenn sie laufen, zeigen sie sie. Die Kopf-Rumpf-Länge beträgt zwischen 40 und 49 cm, im Gegensatz zu den meisten Säugetieren sind die Weibchen größer als die Männchen. Ihr Gewicht beträgt 800 bis 1500 g. Ihr weiches Fell ist grau-schwarz meliert, während ihr dichtes Unterfell braun durchscheint. Der Rücken und die Seiten sind grau, der Bauch ist weiß und das Nackenfell rötlich-braun. Zweimal im Jahr wechseln sie ihr Fell, das Sommerkleid (Wechsel zwischen Mitte April und Mitte Juli) ist kurz und kräftig braun, das Winterkleid (Wechsel Mitte September bis Ende Oktober) ist länger und grau. Sie haben für ihre Körpergröße auffallend große, seitlich liegende Augen, mit denen sie einen sehr guten Rundblick haben. Die dunkelgrau-gelbbraunen, schwarz eingefassten, länglichen Ohren werden zwischen 50 und 70 mm lang, und der Schwanz weist eine Länge bis etwa 50 mm auf. Ihre etwa 90 bis 100 mm langen, gut entwickelten Hinterläufe ermöglichen den Florida-Waldkaninchen Sprünge von bis zu drei Metern und Geschwindigkeiten von 40 km/h. An den Vorderfüßen befinden sich fünf, an den Hinterfüßen vier Zehen. Am Bauch befinden sich vier Paar Gesäuge.
Florida-Waldkaninchen geben verschiedene Töne von sich:
- Warnschreie: um einen Feind zu erschrecken oder andere vor Gefahren zu warnen
- Kreischen: während der Kopulation
- Grunzlaute: wenn sich ein Feind dem Nest oder dem Nachwuchs nähert

### Unterscheidung
Da die Baumwollschwanzkaninchen sich sehr ähneln, ist die sichere Unterscheidung oft schwierig. So ist das Audubon-Baumwollschwanzkaninchen (Sylvilagus audubonii) geringfügig kleiner und langohriger als das Florida-Waldkaninchen, während das Berg-Baumwollschwanzkaninchen (Sylvilagus nuttallii) heller und deutlich kleiner ist.

## Verhalten

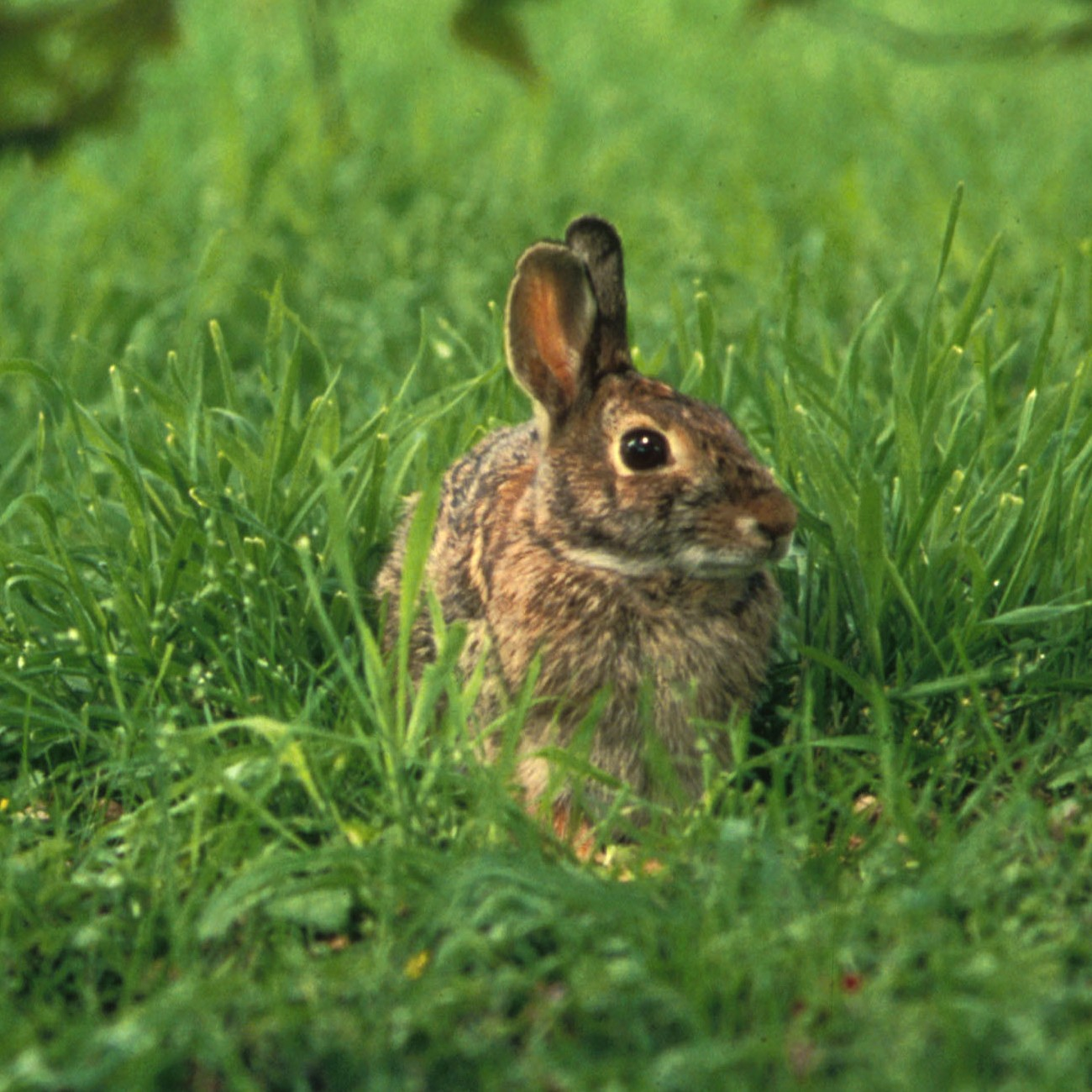
Florida-Waldkaninchen

Florida-Waldkaninchen sind überwiegend nachtaktiv, jedoch kann man auch am frühen Vormittag und Abend einzelne Exemplare beobachten. Tagsüber liegen sie in ihrer flachen Ruhegrube (Sasse) am Boden zwischen hohen Gräsern oder im Wald. Im Gegensatz zu vielen europäischen Kaninchenarten bauen sie sich keine Höhlen, aber bei Gefahr oder Kälte verkriechen sie sich in Bauten anderer Tiere, beispielsweise des Waldmurmeltiers (Marmota monax). Bei tiefem Schnee graben sich Florida-Waldkaninchen große Gangsysteme, vergleichbar mit denen von Feldmäusen und Schneehasen.
Florida-Waldkaninchen sind einzelgängerische Tiere, die aggressiv auf Artgenossen reagieren. Ihre Reviere variieren in der Größe, je nachdem, wie die Oberfläche beschaffen ist und was sie an Nahrung zu bieten haben. Somit beträgt die Revierfläche etwa zwei bis vier ha, zunehmend in der Fortpflanzungszeit. Männchen haben ein größeres Revier als Weibchen.
Florida-Waldkaninchen können sehr gut sehen, riechen und hören. Sie sind nachtaktiv und halten keinen Winterschlaf. Zur Beobachtung der Umgebung stellen sie sich auf die Hinterbeine und legen ihre Vorderpfoten an die Brust. Zur Fluchtmethodik zählen das plötzliche bewegungslose Hockenbleiben, das Hakenschlagen und das geduckte Kriechen mit angelegten Ohren. Florida-Waldkaninchen gehen nicht gern ins Wasser, es sei denn, sie werden von einem Feind dazu gedrängt.

## Vorkommen

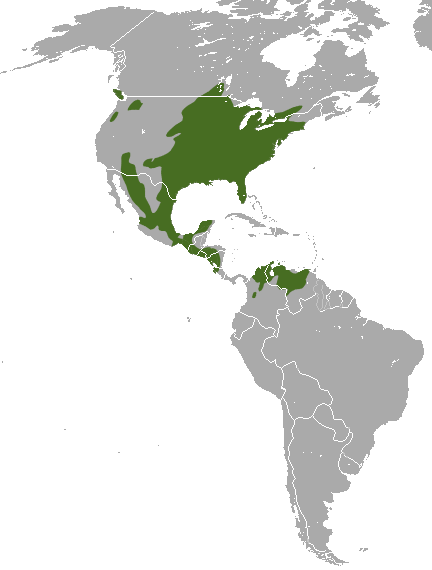
Verbreitungsgebiet des Florida-Waldkaninchens

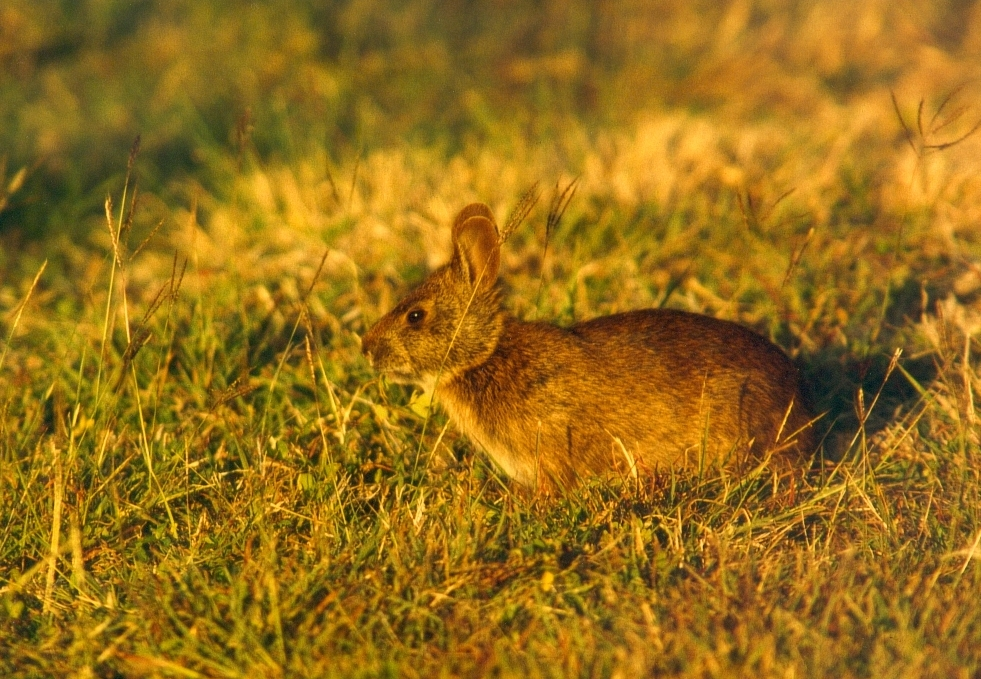
Das Florida-Waldkaninchen ist durch sein Fell optimal an seine Umgebung angepasst

Florida-Waldkaninchen kommen in Kanada vom Süden Québecs und Manitobas über das Gebiet der Rocky Mountains bis zum Atlantik und bis nach Kolumbien und Venezuela vor. Von allen Baumwollschwanzkaninchenarten besiedeln sie die größte Vielfalt an Lebensräumen, so findet man sie in Wüsten und Steppen, in Wäldern, Sümpfen und in der Nähe menschlicher Siedlungen. Früher kamen sie auch in Nadel- und Regenwäldern vor, heute bevorzugen sie jedoch Waldlichtungen, Waldränder und Moore. Ihr Habitat schließt Wiesen, Obstplantagen, Farmland, Flächen mit Hecken, halbwüchsigen Büschen und jungen Laubbäumen ein. Besonders die Weibchen, aber auch die Männchen, bleiben standorttreu in einem Gebiet, das sich meist mit dem anderer Artgenossen überschneidet. Man kann sie sehr häufig mit anderen Arten der Familie Hasen (Leporidae) entdecken.

## Ernährung
Florida-Waldkaninchen nehmen zwei bis drei Stunden im Morgengrauen und eine Stunde nach Sonnenuntergang ihre Nahrung zu sich. Wie alle Kaninchen und Hasen ernähren sie sich vor allem von Gras und Kräutern, sie sind in ihrer Kost nicht wählerisch. Auch Früchte nehmen sie zu sich. Im Winter, wenn Nahrungsmangel herrscht, fressen sie aber auch die Rinde von Bäumen, Zweige und Samen.
Ihr Verdauungssystem ist sehr gut an ihre Nahrung angepasst, was dazu führt, dass sie zwei Formen von Kot absetzen: harte Kotpillen und weichen Kot. Letzteren nehmen sie wieder auf, da er durch mikrobielle Zersetzung mehr Vitamin B1 enthält, als sie selbst produzieren können.

## Fortpflanzung

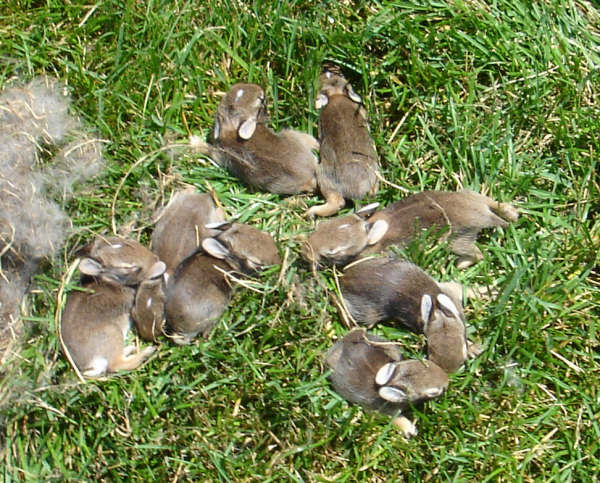
Acht neugeborene Junge

Florida-Waldkaninchen pflanzen sich in der Zeit von Februar bis September fort. Bevor sie kopulieren, führen sie miteinander ein interessantes Ritual vor, und zwar kurz nach Sonnenuntergang. Das Männchen jagt dem Weibchen solange hinterher, bis es sich zu ihm umdreht und ihn anblickt. Dann boxt sie ihn mit den Vorderpfoten. Anschließend bleiben sie voreinander hocken, bis einer des Paars einen bis zu 60 cm hohen Freudensprung vollführt. Dieser wird von beiden so lange wiederholt, bis das Weibchen zur Paarung bereit ist.
Nach einer Tragzeit von 25 bis 30 Tagen werden bis zu sieben Junge (im Durchschnitt drei bis vier Junge) in einer unter Büschen oder in hohem Gras befindlichen Bodenmulde, weich mit Gras und Bauchfell ausgelegt, geworfen. Sie sind zu diesem Zeitpunkt völlig nackt, die Augen sind noch geschlossen. Sie haben eine Wurfgröße von etwa 10 cm und wiegen nur etwa 30 g. Doch sie entwickeln sich sehr schnell (2,5 g pro Tag), nach etwa vier bis fünf Tagen öffnen sie ihre Augen, und nach einer Woche machen sie bereits erste Laufversuche und haben schon ein vollständiges Fell. Das Weibchen kümmert sich kaum um den Nachwuchs, sie werden nur ein- bis zweimal am Tag (morgens und abends) gesäugt, bis sie etwa 16 Tage alt sind. In etwa zwei bis drei Wochen sind sie schon von den Alttieren unabhängig. Mit einem Alter von etwa zwei bis drei Monaten sind Florida-Waldkaninchen geschlechtsreif und können sich fortpflanzen. Ab sieben Wochen dann gehen die Wurfgeschwister ihre eigenen Wege.
Ein Weibchen kann vier bis fünf Würfe im Jahr zur Welt bringen. Meist wirft sie schon, nachdem der letzte Wurf gerade das Nest verlassen hat. Jedoch liegt die Sterblichkeitsrate der Jungen bei etwa 90 %.
Florida-Waldkaninchen werden in der Wildnis etwa drei Jahre alt, jedoch erreichen viele nicht dieses Alter.

## Parasiten
Obeliscoides cuniculi ist ein im Magen des Florida-Waldkaninchens vorkommender Parasit. Er wurde mit dem Wirt auch nach Europa eingeschleppt und tritt hier mittlerweile auch beim Feldhasen auf.

## Gefährdung und Schutz
Das Florida-Waldkaninchen wird von der International Union for Conservation of Nature and Natural Resources (IUCN) aufgrund der Bestandsgröße und des großen Verbreitungsgebietes als nicht gefährdet (least concern) eingestuft. Es ist sowohl in seiner Ernährung als auch bei den besiedelten Habitaten Generalist und ein Rückgang der Populationen ist nicht bekannt.
Die natürlichen Feinde der Florida-Waldkaninchen sind Schlangen, Greifvögel, Raubkatzen, Wildhunde, Wiesel und Waschbären. Florida-Waldkaninchen haben die größten Bestände ihrer Gattung und werden daher nicht als bedroht angesehen. In den USA gibt es viele Sportschützen, die sich auf Florida-Waldkaninchen spezialisiert haben. Sie sind leichte Beute, da sie oft in der Nähe von Siedlungen und in Grünanlagen von Großstädten leben.

## Ökonomie
Florida-Waldkaninchen zerstören im Sommer mit ihrer Nahrungssuche Garten- und Farmland, im Winter stellen sie ein Problem für Förster, Obst- und Landschaftsgärtner dar. Außerdem können sich Menschen an Kadavern infizierter Individuen die Hasenpest zuziehen. Andererseits sind Florida-Waldkaninchen sehr häufig und genießbar, aus der Jagd hat sich ein begehrtes Jagdsportspiel entwickelt. Das Fleisch und das Fell werden für den Menschen weiterverarbeitet. Wegen ihrer hohen Nachkommenzahl werden sie auch für Tierversuche verwendet.

## Belege
1. ↑  Paolo Tizzani, Arianna Menzano, Stefano Catalano, Luca Rossi, Pier Giuseppe Meneguz: First report of Obeliscoides cuniculi in European brown hare (Lepus europaeus). In: Parasitology Research. 2011, Band 109, Nummer 3, S. 963–966 doi:10.1007/s00436-011-2375-7.
2. ↑  
Sylvilagus floridanus in der Roten Liste gefährdeter Arten der IUCN 2011. Eingestellt von: Mexican Association for Conservation and Study of Lagomorphs (AMCELA), Romero Malpica, F.J. & H. Rangel Cordero, 2008. Abgerufen am 10. Juni 2012.